# الانتخابات الرئاسية العراقية 2004
الانتخابات الرئاسية العراقية لعام 2004، هي انتخابات غير مباشرة اجراها مجلس الحكم العراقي. لاختيار رئيس مؤقت للعراق لغرض استلام السلطة من سلطة الائتلاف المؤقتة التي كان يرأسها بول بريمر. وتعد أول عملية انتخابية تجرى لاختيار رئيس للدولة بعد الاحتلال الامريكي في 2003.

## المرشحون
تنافس اثنين من الشخصيات العراقية المعروفة على منصب الرئيس المؤقت. وبترشيح من الحاكم المدني الأمريكي بول بريمر
- عدنان الباجه جي. سياسي ودبلوماسي سابق ومخضرم، عمل سفيرا للعراق ووزيرا للخارجية في فترة الجمهورية الاولى 1958-1968. كما وعمل مع حكومة ابوظبي بعد وصول البعثيين للسلطة في العراق.
- غازي مشعل عجيل الياور. رجل أعمال من عشيرة شمر. يدير ويملك عدة شركات في السعودية التي استقر فيها لخمسة عشر عاماً.

## الانتخاب
مع استمرار الشد والجذب بين مجلس الحكم وبين الحاكم المدني الأمريكي بشأن من يجب انتخابه للرئاسة. آثر عدنان الباجه جي الانسحاب من الترشح، فأنسحب وابلغ مجلس الحكم بانسحابه من السباق الرئاسي. وهكذا ونظرا لعدم وجود مرشح منافس للياور صوت المجلس على انتخابه رئيسا مؤقتا للعراق. وصادق الحاكم المدني الأمريكي العام على ذلك الانتخاب.